# Webpelz
Der Webpelz, häufig Kunstpelz, ist ein dem Samt und Plüsch verwandtes Pelzimitat („Kunstfell“ bzw. Fellimitat) mit hohem Flor, das auf Web- oder Rundwirkmaschinen mit Spezialeinrichtungen hergestellt wird.

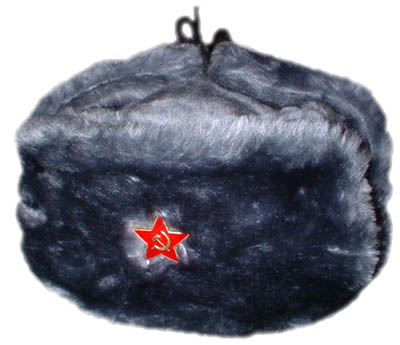
Webpelzmütze (Kunstfaser)

Webpelz in Leopardenoptik

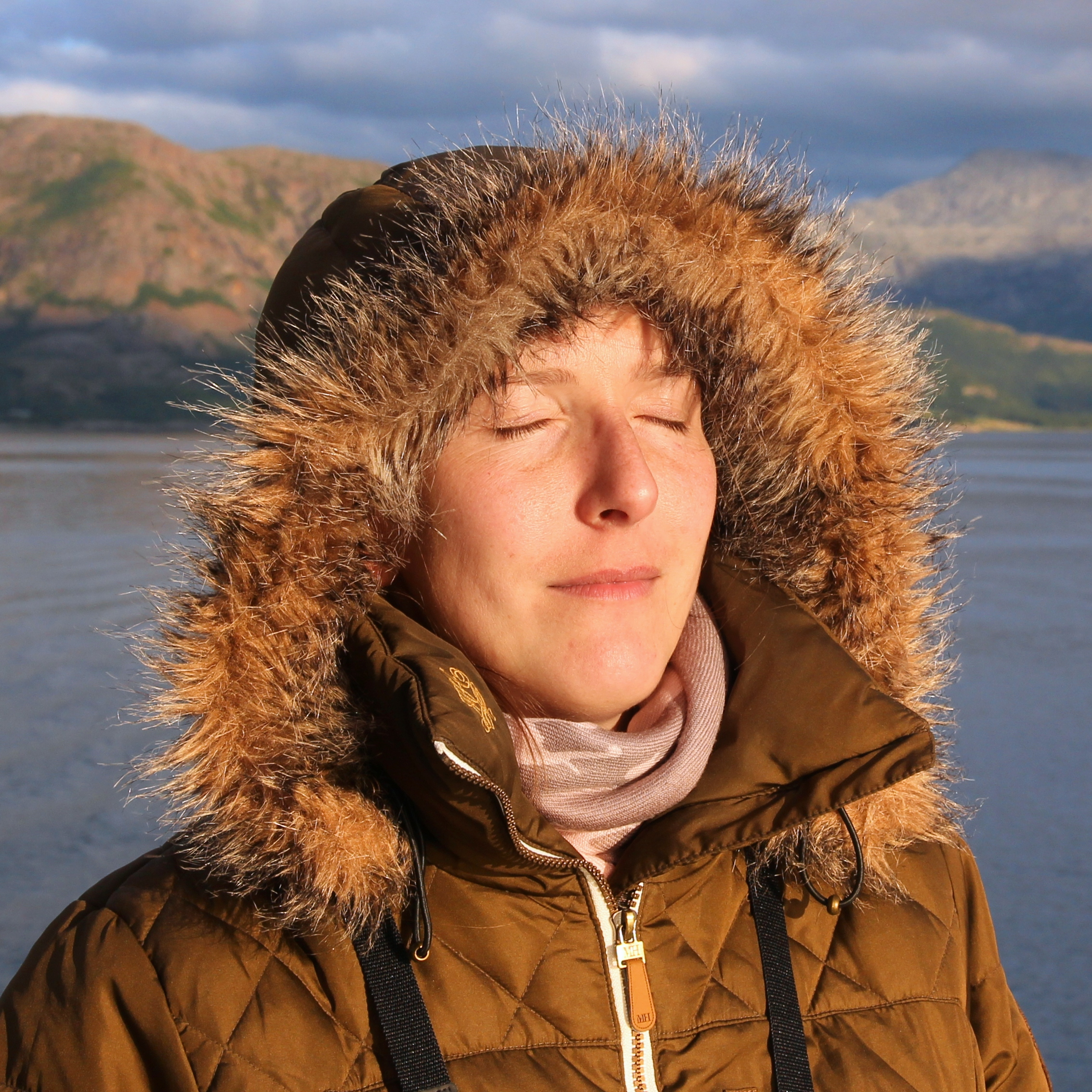
Kapuze mit Webpelz

## Herstellung
Webpelze werden aus zwei unterschiedlichen Garnen hergestellt. Zum einen ein stark verzwirntes Grundgarn meist aus Baumwolle und ein synthetisches Polyacryl-Florgarn. Im Florgarn sind bereits die Florfäden verzwirnt und werden beim Verweben beider Garne in Spezialwebstühlen nach oben auf die Sichtseite gebracht. Um ein Ausfallen der „Haare“ zu vermeiden, wird auf der Rückseite ein elastischer Kleber (meist Polyurethan) aufgebracht.
Zwei der wesentlichsten Hersteller von Webpelzen in Europa sind Girmes-Niedieck in Deutschland und Tissavel in Frankreich.

## Verwendung
Webpelze werden zumeist in der Modeindustrie als Ersatz (Imitat) für Produkte aus echtem Tierpelz verwendet, statt für komplette Kleidungsstücke wie Jacken und Mäntel oft auch nur für Besätze und Kragen. Einige Tierschützer verweisen auf die Möglichkeit, durch Webpelze Tierpelze aus der generell oder teilweise abgelehnten Haltung und Tötung von Pelztieren abzulösen. Dies wird von Pelzliebhabern mit Hinweis auf die völlig unterschiedliche Haptik und Qualität abgelehnt. Im Fall der Bärenfellmützen der britischen Garden wurden aufgrund von Tierschutzprotesten die Verwendung synthetischer Stoffe vorgeschlagen. Diese wurden dann aber abgelehnt, da die Widerstandsfähigkeit der Webpelzmützen gegen Witterungseinflüsse bezweifelt wurde und möglicherweise statische Aufladungen auftreten können.

## Geschichte
Laut einem Lexikon von 1841 haben das Nachahmen von Pelz die Franzosen Vavasseur und Lenoir erfunden, ein Filz aus Hasen- oder Kaninchenhaaren diente als Unterlage und eine Mischung aus Hasenhaaren, Seidenhasen- und Biberhaaren als Oberfläche. Das Ergebnis war offenbar nicht zufriedenstellend, denn „dieses künstliche Pelzwerk hat aber kein Glück gebracht.“
In den beiden Jahren vor 1932, einer Zeit erheblicher Rezession und Arbeitslosigkeit, hatte sich in der deutschen Textilwirtschaft mit der Fabrikation von künstlichen Pelzen ein neuer Fabrikationszweig herausgebildet, der zu den Gewerben gehörte, der vollauf beschäftigt waren. Diese Artikel hatten davor viele Jahre hindurch nur geringe Absatzchancen und wurden nur wenig angeboten. Ein Mitglied der Pelzbranche schrieb: „Seitdem das Tragen von Pelzwerk aber auch den früher begüterten Kreisen teilweise zur Unmöglichkeit geworden ist und technische Verbesserungen den künstlichen Pelz mehr und mehr vervollkommnet haben, ist hier aus kleinen Anfängen heraus ein aussichtsreicher Wirtschaftszweig entstanden. […] Der künstliche Pelz besteht aus Kunstseide, Wolle oder Baumwolle […].“ Imitiert wurden zu der Zeit vor allem Breitschwanz, Persianer, Bueno-Lamm und, aus Wolle, Lammfelle für Kinderbekleidung.
Etwa seit um die Wende zum 2. Jahrtausend entwickelte sich der Webpelz zunehmend von einem Pelzimitat zu einem eigenen Modeartikel.

## Vor- und Nachteile

### Vorteile
- Kein Tierleid in der Herstellung
- Kleidung mit der Optik geschützter Tierarten herstellbar
- Kostengünstiger in der Herstellung und Anschaffung als hochwertige Pelze
- Waschbar; Pelze werden in der Regel mit Holzmehl gereinigt („geläutert“)
- Der Energieverbrauch zur Herstellung eines Pelzmantels aus synthetischem Pelz wurde in einer Studie der Forschungsabteilung des Automobilkonzerns Ford im Jahr 1979 mit 120 MBtu (35 kWh) angegeben, gegenüber 433 MBtu (127 kWh) bei mit einer Falle gefangenen Tieren und 7.965 MBtu (2334 kWh) bei in einer Pelztierfarm gehaltenen Tieren.[6]
- Webpelz riecht nicht, wenn er feucht wird, im Gegensatz zu manchen Wildtierfellen.

### Nachteile
- Verbrauch begrenzter Rohstoffe (Erdöl)
- Aufwändige industrielle Herstellung mit komplexen und in der Anschaffung teuren Maschinen
- Irreversible thermoplastische Verformung ab 60 °C
- Statische Aufladung

## Krimmer
Die Nachahmung der lockigen Halbpersianersorte Krimmer wurde ebenfalls als „Krimmer“ bezeichnet. Es handelt sich um einen Plüsch.
Man unterscheidet:
- Persianerkrimmer (für Mantel- und Jackenkrägen)
- Slinkkrimmer
- Karakulplüsch mit flachgepressten Locken
- Uralkrimmer mit aufgeschnittenen Locken.[8]

Krimmer wurde ab 1850 unter anderem von der Davistan Krimmer-, Plüsch- und Teppichfabriken AG hergestellt.